# Centro de Artes Aichi
El Centro de Artes Aichi (en japonés: 愛知芸術文化センター) es la sede principal de las artes escénicas en Nagoya, Prefectura de Aichi, en el país asiático de Japón. El centro se compone del Museo prefectural de Aichi, Teatro de las Artes prefectural de Aichi, Sala Principal, Sala de conciertos, Servicio de promoción de artes prefectural de Aichi y la Biblioteca prefectural de Aichi, está situado justo en frente del edificio. El Centro de Arte de Aichi también acoge la exposición de bellas artes Nitten. 